# Leptaleus chaudoiri
Leptaleus chaudoiri là một loài bọ cánh cứng trong họ Anthicidae. Loài này được Kolenati miêu tả khoa học năm 1846.